# Сан-Франсиско-Солано
Сан-Франсиско-Солано (исп. San Francisco Solano) — город в Аргентине в провинции Буэнос-Айрес, расположенный сразу в двух муниципалитетах — Альмиранте-Браун и Кильмес. Часть агломерации Большой Буэнос-Айрес.

## История
В XVIII—XIX веках это были церковные владения, но к середине XX века они так и остались практически незаселёнными.
В 1948 году было решено начать их развитие. Власти провинции подготовили план, и предложили назвать будущее поселение «Паулино-Баррейро» (в честь судьи, убитого в 1840 году), но власти муниципалитета Кильмес проигнорировали это решение, и дали будущему поселению имя «Сан-Франсиско-Солано».
В 1981 году поселение было поднято в статусе до «город».

## Население
Согласно переписи 2001 года, в городе проживало 81 707 человек, из которых 53 363 человека относились к муниципалитету Кильмес, а остальные — к муниципалитету Альмиранте-Браун.

## Известные уроженцы
- Агустин Альмендра (род.2000) — футболист